# Епщайн (род)
Вижте пояснителната страница за други значения на Епщайн.
Епщайн (на немски: Herren von Eppstein, Herren von Hagenhausen) са стар немски блароднически род, господари на господство Епщайн и от 1107 г. доказани господари на Хайнхаузен (наричани и господари на Хагенхаузен) в Родгау.

## История
Център на фамилията от господство Епщайн, която постоянно си увеличава териториалната собственост до 1492 г., е замък Епщайн в Преден Таунус. Голяма част от господство Епщайн отиват накрая в ръцете на ландграфство Хесен и на Курмайнц.
Господарите на Хайнхаузен са споменати за пръв път в документ от 1108 г. Между 1183 и 1190 г. фамилията се сдобива със замък Епщайн, на който веднага се наричат. Техните територии се намират в Таунус, на Долен Майн, в Родгау и Спесарт, също и във Ветерау и във Вестервалд.